# 莫埃达斯德格拉纳迪利亚
莫埃达斯德格拉纳迪利亚，是西班牙埃斯特雷马杜拉卡塞雷斯省的一个市镇。总面积59平方公里，总人口1115人（2001年），人口密度19人/平方公里。